# Władysław Jan Olszowski
Władysław Jan Olszowski, także jako Władysław Prus oraz Władysław Prus-Olszowski, ps. „Sokół” (ur. 9 marca 1891 w Bierniku, zm. 28 marca 1967 w Londynie) – rotmistrz Wojska Polskiego, oficer Armii Krajowej w stopniu majora.

## Życiorys
Urodził się 9 marca 1891. Był synem Zygmunta i Stanisławy. Na przełomie 1915/1916 był aktorem wodewilu w kabarecie Miraż w Warszawie. W trakcie I wojny światowej służył w szeregach I Korpusu Polskiego w Rosji. Wstąpił do Wojska Polskiego na Wschodzie. Od 1918 do 1920 był komendantem Szkoły Podoficerskiej 15 pułku ułanów w Nowonikołajewsku. Od 1919 do 1920 uczestniczył w wojnie domowej w Rosji. Równolegle udzielał się jako kierownik artystyczny i aktor w ramach teatru działającego przy 5 Dywizji Strzelców Polskich. Został zapamiętany za rolę dziadka w jasełkach, w związku z czym zyskał przydomek „dziadek syberyjski”.
Po odzyskaniu przez Polskę niepodległości został przyjęty do Wojska Polskiego. Brał udział w wojnie polsko-bolszewickiej. Wykładał w Centrum Wyszkolenia Kawalerii. Został awansowany na stopień porucznika kawalerii ze starszeństwem z dniem 1 czerwca 1919, a następnie na stopień rotmistrza kawalerii ze starszeństwem z dniem1 lipca 1923. W 1923, 1924 był oficerem 3 pułku ułanów w garnizonie Tarnowskie Góry. Z dniem 5 października 1924 został przeniesiony z 3 pułku Ułanów Śląskich do Korpusu Ochrony Pogranicza na stanowisko dowódcy 7 szwadronu kawalerii. Z tego stanowiska 19 lipca 1926 został mianowany kwatermistrzem Szkoły Podoficerów Zawodowych Kawalerii we Lwowie, gdzie służył w kolejnych latach jako oficer nadetatowy 3 pułku ułanów. Przed 1932 został przeniesiony w stan spoczynku. W 1934 jako rotmistrz w stanie spoczynku był przydzielony do Oficerskiej Kadry Okręgowej nr I jako „oficer przewidziany do użycia w czasie wojny” i pozostawał wówczas w ewidencji Powiatowej Komendy Uzupełnień Warszawa Miasto III.
W okresie II Rzeczypospolitej udzielał się jako konsultant wojskowy oraz scenarzysta filmowy. Był inicjatorem powstania i w 1935 pracował przy tworzeniu scenariusza do filmu Bohaterowie Sybiru, opowiadającym o 5 Dywizji Syberyjskiej z 1918 i jego osobistych przeżyciach. Pod koniec lat 30. realizował filmy dokumentalne na zlecenie Polskiej Agencji Telegraficznej.
Po wybuchu II wojny światowej i nastaniu okupacji niemieckiej zaangażował się w działalność konspiracyjną. W stopniu majora był oficerem Armii Krajowej i Korpusu Bezpieczeństwa. Wziął udział w powstaniu warszawskim 1944, sprawując stanowisko dowódcy batalionu KB „Sokół”. Po kapitulacji strony polskiej był osadzony w niemieckim obozie jenieckim.
Na początku 1945 został członkiem Związków Zawodowych Wodniaków w charakterze kapitana żeglugi. W związku ze swoją przynależnością do Armii Krajowej i wobec zagrożenia aresztowaniem przez władze komunistyczne, opuścił obszar Polski w 1946. Poprzez Włochy dotarł do Wielkiej Brytanii i osiadł w Londynie. Działał jako kierownik artystyczny i reżyser Czołówki Teatralnej w I Korpusie Polskim, istniejącym do 1947 w strukturze Polskich Sił Zbrojnych. Od tego roku należał do Związku Artystów Scen Polskich na emigracji. Był aktorem Teatru Polskiego ZASP w Londynie, występując jako Władysław Prus-Olszowski. 
Zmarł 28 marca 1967 w Londynie. Jego żoną była Eugenia Magierówna (1908–1996), także artystka sceniczna na emigracji.

## Odznaczenia
- Krzyż Walecznych – dwukrotnie

## Filmografia
Filmy fabularne
- Bohaterowie Sybiru (1936), współpraca scenariuszowa, konsultacja historyczna i wojskowa), kierownictwo scen batalistycznych[2]
- Płomienne serca (1937), konsultacja wojskowa[2]
- Ritt in die Freiheit (1937), konsultacja wojskowa w trakcie realizacji zdjęć na obszarze Polski[2]
- Florian (1938), konsultacja wojskowa[2]

Filmy dokumentalne
- Dziewczęta zbrojnej Polski (1938), realizacja[2]
- Wisłą do polskiego morza (1938), realizacja[2]
- Dzień podchorążego w obozie (1939), realizacja, scenariusz[2]
- Przybyli do wsi żołnierze (1939, produkcja nie została sfinalizowana), kierownictwo wojskowe[2]